# Lito
Lito ist eine historische Motorradmarke der schwedischen Motorradmanufaktur Litoverken A.B. Motorräder dieser Marke wurden von 1959 bis 1965 in Helsingborg hergestellt. 
Unter dem Namen Lito entstanden in den frühen 60er Jahren in Schweden Kleinstserien von Moto-Cross-Maschinen. Kaj Bonebusch, ein Druckereibesitzer (daher der Name Lito) ließ dazu die erfolgreichen 500er-Viertakt-Motoren von Albin-Monark, die auch in einigen siegreichen Crossern von Monark und Husqvarna verbaut worden waren, in eigene Fahrgestelle setzen. Dabei nutzte man auch britische Komponenten für die Peripherie. Später wurden Motoren von Hedlund verwendet. Sten Lundin wurde mit einer 500er Lito MX-Weltmeister des Jahres 1961. Insgesamt entstanden nur wenige Dutzend Maschinen.